# Qayakənd
Qayakənd è un comune dell'Azerbaigian situato nel distretto di Qusar. Conta una popolazione di 460 abitanti.